# Abdul Ahad Kharot
Abdul Ahad Kharot (dari عبدالاحد خرت; ur. w 1926) – afgański piłkarz, reprezentant Afganistanu na Letnich Igrzyskach Olimpijskich 1948.
W latach 1934–1937 grał w Mahmudija FC - klubie z Kabulu.
W Londynie, grano od razu w systemie pucharowym. Jego reprezentacja rozegrała jeden mecz w rundzie eliminacyjnej. Na Goldstone Ground w Brighton, Afgańczycy podejmowali reprezentację Luksemburga. Kharot wystąpił w tym meczu na pozycji pomocnika. Jego reprezentacja przegrała jednak aż 0-6, tym samym odpadła ona z rywalizacji.